# Tribu de Efraín

Mapa con las doce Tribus de Israel, 1200-1050 a. C. El territorio de la tribu de Efraín figura en color crema.

Según la Biblia hebrea, la tribu de Efraín (אֶפְרַיִם, «ʾEp̄rayim», en pausa: אֶפְרָיִם, «ʾEp̄rāyim») era una de las Doce tribus de Israel. La tribu de Manasés, junto con Efraín, formaban la tribu de José. Es una de las diez tribus perdidas. La etimología del nombre es controvertida.

## Efraín tal como se describe en la narrativa bíblica

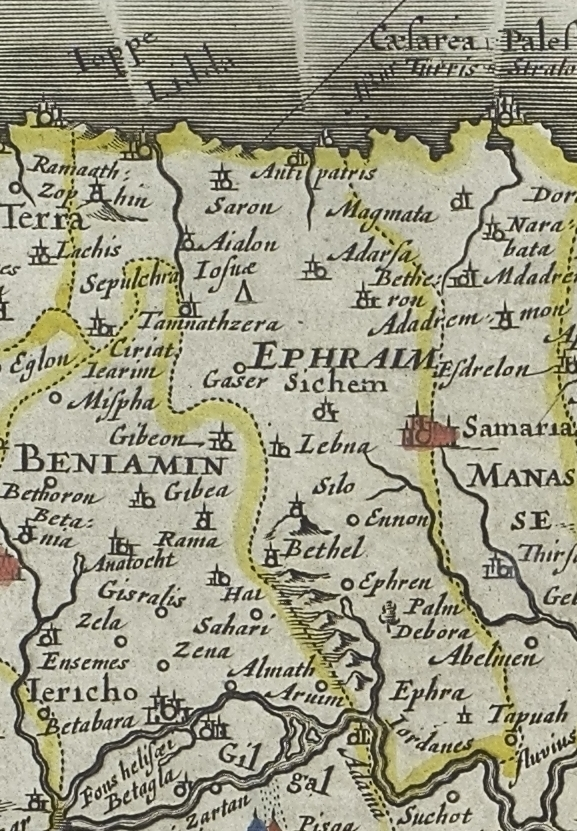
Mapa de Efraín, mapa holandés del siglo XVII

Según la Biblia, la tribu de Efraín desciende de un hombre llamado Efraín, que aparece como hijo de José, hijo de Jacob, y de Asenat, hija de Potifar.  Los descendientes de José formaron dos de las tribus de Israel, mientras que los otros hijos de Jacob fueron los fundadores de una tribu cada uno.
La Biblia registra que la tribu de Efraín entró en la tierra de Canaán durante su conquista por Josué, un descendiente del propio Efraín.  Sin embargo, muchos arqueólogos han abandonado la idea de que Josué llevó a cabo una conquista de Canaán similar a la descrita en el Libro de Josué, y ven a los judíos como cananeos indígenas que desarrollaron una religión monoteísta con el tiempo. : 4   La tribu estaba constituida por Efraín y su descendencia. En los relatos bíblicos, Efraín obtuvo de su abuelo Jacob -Israel-, la bendición como primogénito que le correspondía a Manasés, si bien Manasés había nacido antes que él. Más adelante se cumpliría la profecía dada por Jacob -Israel- en Génesis 48:13-19, con la prominencia que la tribu de Efraín tendría dentro de Israel. 
Desde Josué hasta la formación del primer Reino de Israel, la tribu de Efraín formaba parte de una confederación poco cohesionada de tribus israelitas. No existía un gobierno central y, en tiempos de crisis, el pueblo estaba dirigido por líderes ad hoc conocidos como Jueces (véase el Libro de los Jueces).
Según los escritos bíblicos (Jos 16:1-9), la tribu de Efraín ocupaba la región central de Canaan, al oeste del Jordán. Limitaba al norte y al occidente con los territorios de la tribu de Manasés, al oriente con los territorios de la tribu de Dan y al sur con la tribu de Benjamín. También se menciona como la Descendencia de este sería multitud de naciones (Gentiles/Goi), cumpliéndose cuando Efraín fue esparcido por todas las naciones por los Asirios (Amós 9:8-9), mezclándose con las naciones y surgiendo por ejemplo los Samaritanos, quienes eran descendientes de las 10 Tribus del Norte con naciones gentiles.  
Con el aumento de la amenaza de las incursiones filisteas, las tribus israelitas decidieron formar una monarquía centralizada fuerte para hacer frente al desafío. La tribu de Efraín se unió al nuevo reino con Saúl como primer rey. La fecha generalmente aceptada para el reinado de Saúl es aproximadamente 1025-1005 a. C. Algunos estudiosos cuestionan este intervalo de fechas y sitúan a Saúl más tarde, tal vez tan tarde como «la segunda mitad del siglo X a. C.»
Después de la muerte de Saúl, la Biblia registra que todas las tribus, excepto Judá, permanecieron leales a la Casa de Saúl. Después de la muerte de Ish-bosheth, hijo de Saúl y sucesor al trono de Israel, la tribu de Efraín se unió a las otras tribus israelitas del norte para hacer de David, que entonces era el rey de Judá, el rey de un Reino de Israel reunificado. Según el arqueólogo Israel Finkelstein, existen dudas sobre si el orden bíblico de los reinados de los primeros monarcas es fiable, y que la secuencia conservada en la Biblia, en la que David sucede a Saúl como rey de Israel, puede no ser históricamente exacta. 
Sin embargo, con la llegada al poder de Roboam, nieto de David, hacia el año 930 a. C., las tribus del norte se separaron de la Casa de David para formar el Reino del norte de Israel. El primer rey del reino del norte fue un efraimita, Jeroboam, que probablemente gobernó entre los años 931 y 909 a. C. 
Los acentos de las tribus eran lo suficientemente distintivos incluso en la época de la confederación, de modo que cuando los israelitas de Galaad, bajo el liderazgo de Jefté, lucharon contra la tribu de Efraín, su pronunciación de «shibboleth» como «sibboleth» se consideró prueba suficiente para distinguir a los individuos de Efraín, de modo que podían ser sometidos a muerte inmediata por los israelitas de Galaad.
Efraín fue miembro del Reino del Norte hasta que el reino fue conquistado por Asiria en el año 723 a. C. y la población fue deportada. Desde entonces, la tribu de Efraín ha sido considerada una de las Diez tribus perdidas de Israel.
Efraín se ve a menudo como la tribu que encarna todo el Reino del Norte y la casa real residía en el territorio de la tribu, así como la Tribu de Judá es la tribu que encarna el Reino de Judá y proporcionó su familia real.

## Territorio tribal
En el relato bíblico, tras la conquista de Canaán por los israelitas, Josué repartió la tierra entre las doce tribus. Kenneth Kitchen, un conocido erudito bíblico conservador, fecha este acontecimiento poco después del año 1200 a. C.  Sin embargo, el consenso de los estudiosos modernos es que la conquista de Josué tal y como se describe en el Libro de Josué nunca ocurrió. 
Como se registra en el Libro de Josué, el territorio asignado a la tribu de Efraín estaba en el centro de Canaán, al oeste del río Jordán, al sur del territorio de Manasés y al norte de la tribu de Benjamín. La región que más tarde se llamó Samaria (a diferencia de Judea o Galilea) consistía principalmente en el territorio de Efraín. La zona era montañosa, lo que le daba protección, y también muy fértil, lo que le daba prosperidad, 
El territorio de Efraín contenía los primeros centros de la religión israelita: Siquem y Silo. Estos factores contribuyeron a hacer de Efraín la más dominante de las tribus del Reino de Israel, y llevaron a que Efraín se convirtiera en sinónimo de todo el reino.
Josué 16:1-4 describe las fronteras de las tierras asignadas a los «hijos de José», es decir, Efraín y Manasés combinados, y Josué 16:5-8 define con más detalle las fronteras de la tierra asignada a la tribu de Efraín.
Josué asignó Betel a la tribu de Benjamín. Sin embargo, incluso en la época de la profetisa Débora, Betel se describe como estando en la tierra de la tribu de Efraín. Unos veinte años después de la ruptura de la Monarquía unida, Abías, el segundo rey del Reino de Judá, derrotó a Jeroboam del Israel y recuperó las ciudades de Betel, Jeshanah y Efrón, con sus aldeas circundantes.  Se cree que Efrón es el Ofrá que también fue asignado a la tribu de Benjamín por Josué. 
El wadi Qānā (נַ֨חַל קָנָ֜ה) de Josué 17:9 dividía el territorio de Efraín al sur y el de Manasés al norte. El asentamiento ilegal israelí de Karnei Shomron está construido cerca de este barranco, que discurre en dirección este-oeste.
La frontera de Efraín se extendía desde el río Jordán en el este hasta el mar Mediterráneo en el oeste. Incorporaba las ciudades de Betel (ahora Beitin) y Atarot, ʻAtarot, Lower Beth-Ḥoron (ahora Lower Bayt ʻUr), que se extiende hasta Gezer (ahora Abu Shusha, antes conocido como «Tell el Jezer») y el mar Mediterráneo. Se dice que Gezer estuvo habitada por cananeos mucho después de que Josué matara o expulsara a los demás cananeos.  Según el arqueólogo francés Charles Clermont-Ganneau, que identificó el yacimiento en 1871 y posteriormente llevó a cabo excavaciones en él, Gezer marcaba el extremo occidental del territorio de Efraín y estaba «situado en la intersección real de las fronteras de Efraín, Dan y Judá».  Sin embargo, esta opinión no parece estar respaldada por las propias Escrituras, que sitúan el límite de Efraín en el mar.
El viajero hispanojudío Benjamín de Tudela escribió que los límites más meridionales del territorio de Efraín se extendían en dirección suroeste hasta la ciudad de Ibelin (ahora Yibna).

## Origen
Según la Torá, la tribu estaba formada por descendientes de Efraín, hijo de José, de quien tomó su nombre; sin embargo, algunos eruditos críticos consideran esto también como una postdicción, una metáfora epónima que proporciona una etiología de la conexión de la tribu con otras de la confederación israelita. En el relato bíblico, José es uno de los dos hijos de Raquel y Jacob, hermano de Benjamín, y padre de Efraín y de su primer hijo, Manasés; aunque Manasés era el mayor, Jacob previó que los descendientes de Efraín serían más numerosos que los de su hermano.
Aunque las descripciones bíblicas de los límites geográficos de la Casa de José son bastante coherentes, las descripciones de los límites entre Manasés y Efraín no lo son, y cada uno se presenta con exclaves dentro del territorio del otro. Además, en la Bendición de Jacob, y en otros lugares atribuidos por eruditos textuales a un período de tiempo similar o anterior, Efraín y Manasés son tratados como una sola tribu, apareciendo José en su lugar. A partir de esto, se considera probable que originalmente Efraín y Manasés fueran considerados una sola tribu: la de José. Según varios eruditos bíblicos, Benjamín también formaba parte originalmente de la «Casa de José», pero el relato bíblico de esto se perdió; Benjamín se diferenciaba por ser la parte de Efraín (Casa de José) que se unió al Reino de Judá en lugar del de Israel.
Varios eruditos bíblicos sospechan que las «tribus de José» (incluida la de Benjamín) representan una segunda migración de israelitas a Israel, posterior a la de las tribus principales, en concreto que solo fueron las «tribus de José» que fueron a Egipto y regresaron, mientras que las principales tribus israelitas simplemente surgieron como una subcultura de los cananeos y permanecieron en Canaán durante todo el tiempo; en la narración del Libro de Josué, que trata de la llegada a (y conquista de) Canaán por los israelitas procedentes de Egipto, el líder es Josué, que era miembro de la tribu de Efraín. Según esta opinión, la historia de la visita de Jacob a Laban para conseguir una esposa comenzó como una metáfora de la segunda migración, con la nueva familia, posesiones y ganado de Jacob, obtenidos de Laban, como representaciones de la nueva ola de migrantes;
El profesor David Frankel cree que las antiguas tradiciones sobre el asentamiento efraimita en Canaán antes de la conquista se conservaron involuntariamente en pasajes bíblicos como 1 Crónicas 7:20-24.  En 1 Crónicas 7:20-24, los descendientes de Efraín, Ezer y Elead, eran residentes cananeos que fueron asesinados por los filisteos, lo que fue lamentado por Efraín y sus hermanos. Se creía que este Efraín era diferente del más famoso Efraín.  y se creía que sus hermanos eran los jefes de otras tribus israelitas.  La profesora Nili Wazana relaciona esto con el argumento del primer ministro David Ben-Gurion sobre por qué los judíos eran indígenas de Canaán, que se afirmó en la Declaración de Independencia de Israel. Ben-Gurion argumentó que la migración de Abraham a Canaán fue una «reunión con hebreos indígenas que compartían su creencia teológica» y que no todos los hebreos se unieron a la familia de Jacob cuando emigraron a Egipto. 

## Carácter
En el relato de la historia deuteronomista, Efraín es retratado como dominante, altivo, descontento y celoso, pero en la literatura rabínica clásica, el fundador bíblico de la tribu es descrito como modesto y no egoísta. Estas fuentes rabínicas alegan que fue por modestia y desinterés, y por una visión profética de Josué, que Jacob dio prioridad a Efraín sobre Manasés, el mayor de los dos; en estas fuentes, Jacob es considerado lo suficientemente justo como para que Dios mantenga la bendición en su honor y haga de Efraín la tribu principal.  Sin embargo, otros textos rabínicos clásicos se burlan de la tribu por el carácter que tiene en la historia deuteronómica, alegando que Efraín, por ser testarudo, salió de Egipto 30 años antes del Éxodo, y al llegar a Canaán fue sometido a una desastrosa batalla con los filisteos; en el Midrashic Jasher esto se describe como una rebelión de Efraín contra Dios, que resultó en la matanza de todos menos 10, y los huesos blanqueados de los asesinados fueron esparcidos por los caminos, tanto que la ruta tortuosa del Éxodo fue simplemente un intento de Dios de evitar que los israelitas tuvieran que sufrir la visión de los restos.
Aunque desde el punto de vista de una mayoría creciente de arqueólogos, siempre hubo dos culturas distintas en Canaán, un reino del norte fuerte y próspero y un reino del sur más débil y pobre, en el relato bíblico las tribus israelitas estaban inicialmente unidas en un solo reino, y sólo más tarde se fracturaron en los reinos del norte y del sur; La Biblia culpa de esta fractura a los celos de Efraín por el creciente poder de Judá. En los Libros de las Crónicas, el acto de Efraín de separarse de Judá es denunciado como un abandono de Dios, y se describe a Efraín como altamente irreligioso, particularmente en su resistencia a las reformas promulgadas por Ezequías y Josías. 
No fue hasta el final del primer período de la historia judía que Dios «rechazó el tabernáculo de José (Biblia hebrea) y eligió no la tribu de Efraín, sino la tribu de Judá, el monte Sión que amaba». Cuando el Arca fue trasladada de Silo a Sión, el poder de Efraín fue secuestrado.

## Destino
Como parte del Reino de Israel, el territorio de Efraín fue conquistado por los asirios, y la tribu fue en su mayoría exiliada; algunos miembros de la tribu lograron huir al Reino de Judá, que se encontraba justo al sur del territorio de Efraín. En cualquier caso, la forma en que fueron exiliados y/o dispersados llevó a que se perdiera su historia posterior. Sin embargo, varios grupos actuales afirman descender de ellos, con diversos niveles de apoyo académico y rabínico. Los samaritanos afirman que algunos de sus seguidores descienden de esta tribu, y muchos judíos persas afirman ser descendientes de Efraín. Más lejos, en la India, los judíos telugu afirman descender de Efraín y se hacen llamar «Bene Efraín», relacionando tradiciones similares a las de los judíos mizo, a quienes el estado moderno de Israel considera descendientes de Manasés.
La Iglesia de Jesucristo de los Santos de los Últimos Días enseña que una parte importante de sus miembros descienden o han sido adoptados en la tribu de Efraín, creyendo que están encargados de restaurar las tribus perdidas en los últimos días, como profetizó Isaías. Junto con los miembros de la tribu de Judá, se cree que los miembros de la tribu de Efraín desempeñan importantes funciones de liderazgo para el pacto de Israel en los últimos días. También creen que los principales grupos del Libro de Mormón (Nefitas y Lamanitas) formaban parte de las tribus de Efraín y Manasés, como cumplimiento parcial de la bendición de Jacob: «José es un tronco fructífero, incluso un tronco fructífero junto a un pozo; cuyas ramas se extienden sobre el muro», interpretando el «muro» como el océano).